# Лотц, Вольфганг
Вольфганг Лотц (нем. Wolfgang Lotz, ивр. וולפגנג לוץ‎, псевдоним Зеев Гур Арье, 6 января 1921, Мангейм, Веймарская республика — 13 мая 1993, Мюнхен, Германия) — израильский военный, впоследствии разведчик-нелегал. Работал в Египте с 1961 по 1965 годы. Был арестован и приговорён к пожизненному заключению в 1965 году. Освобождён в результате обмена в 1968 году.

## Биография
Вольфганг Лотц родился в 1921 году в Германии в смешанной немецко-еврейской семье. Отец — Ханс Лотц — был немцем и работал директором театра в Берлине. Мать Хелена была еврейкой и работала актрисой в том же театре. Его родители не были религиозными и не сделали сыну обрезание, что впоследствии помогло ему в карьере разведчика.
Родители Лотца развелись в 1931 году. В 1933 году Гитлер пришёл к власти и в 1937 году мать с сыном эмигрировали в Палестину. Сначала они поселились в Тель-Авиве. В Палестине Хелена нашла работу в театре Габима. Вольфганг взял себе новое имя Зеев Гур Арье и пошёл учиться в сельскохозяйственную школу Бен-Шемен, где увлёкся лошадьми. В 1937 году он вступил в еврейскую подпольную военизированную организацию Хагана.
После начала Второй мировой войны, солгав про свой возраст, Лотц вступил добровольцем в британскую армию и был принят благодаря знанию немецкого языка. Воевал в тылу корпуса Роммеля. Лотц свободно владел ивритом, немецким, арабским, английским языками и допрашивал пленных немцев.
В 1948 году Лотц женился на израильской еврейке Ривке, в браке с которой родился сын Одед. После нападения арабских стран Израиль в 1948 году Лотц вступил в новообразованные Силы обороны Израиля и служил там в звании капитана. Принял участие в боях у Латруна. К концу войны в 1949 году Лотц дослужился до звания майора. Во время захвата египетских позиций на Суэцком полуострове осенью 1956 года Лотц в звании майора командовал пехотной бригадой.

### Карьера в разведке
После войны 1956 года был завербован израильской военной разведкой для работы в Египте. По легенде он должен был стать немецким бизнесменом и бывшим нацистом. Для подкрепления легенды его направили в Германию. В Египет он прибыл в декабре 1960 года или в январе 1961. Он завёл знакомства в кругах египетской элиты, в том числе среди военных. Лотц работал в Египте с 1961 по 1965 годы. Сообщаемые им сведения были крайне ценными и незаменимыми.
Военная разведка обратила внимание на Лотца благодаря его внешности, немецкому прошлому и безукоризненному немецкому языку — выдать себя за немца ему было совсем не сложно. Он без проблем получил немецкий паспорт на своё настоящее имя. В биографии ему «продлили» обучение в гимназии Моммзен и приписали службу в 115-м дивизионе в войсках Роммеля в Африке. Поскольку Лотц неоднократно допрашивал немецких пленных, то он хорошо знал состав воинских частей, имена офицеров и подробности военной жизни в корпусе Роммеля. По легенде после войны он уехал разводить лошадей в Австралию, потом вернулся в Германию, но ищет новое место для жизни.
Сразу же после приезда в Египет Лотц стал членом престижного конного клуба в Джизире, президентом которого был начальник египетской полиции генерал Асеф Али Гораб. Лотц вошёл к нему в доверие и через полгода открыл на деньги израильской разведки конный завод. Также через полгода Лотц провёз через Европу миниатюрный радиопередатчик, с помощью которого он передавал информацию своим кураторам в Израиле. Лотц обходился разведке очень дорого, но поставляемые им сведения, которые он получал в высших кругах египетских офицеров, куда его ввёл генерал Гораб, были намного важнее расходов на поддержание имиджа богача. В июне 1961 года Лотц в Европе завёл интригу с женщиной, с которой познакомился в поезде. Немка из Силезии по имени Вальтрауд Нойман стала его женой и помощником в шпионских делах. На момент встречи с Вальтрауд Лотц был дважды разведён и женат на израильтянке.
В 1963 году его передали под руководство «Моссада». Новые кураторы были недовольны огромными тратами и увлечением Лотца алкоголем. Финансовый департамент «Моссада» называл Лотца «шпионом в шампанском». Лотц оказался хорошим добытчиком информации, но плохим аналитиком и попытка главы «Моссада» Иссера Хареля использовать Лотца для оценки опасности египетской ракетной программы привела к серьёзным ошибкам в отношении операции «Дамокл».
В 1965 году контрразведка Египта с помощью советской аппаратуры запеленговала радиопередатчик Лотца, что позволило раскрыть и арестовать его. 22 февраля 1965 года египтяне арестовали Лотца вместе с его женой и 26 июля того же года приговорили обоих к пожизненному заключению. После Шестидневной войны 1967 года Лотца с женой обменяли на 4700 египетских военнопленных, включая 9 генералов.

### В отставке

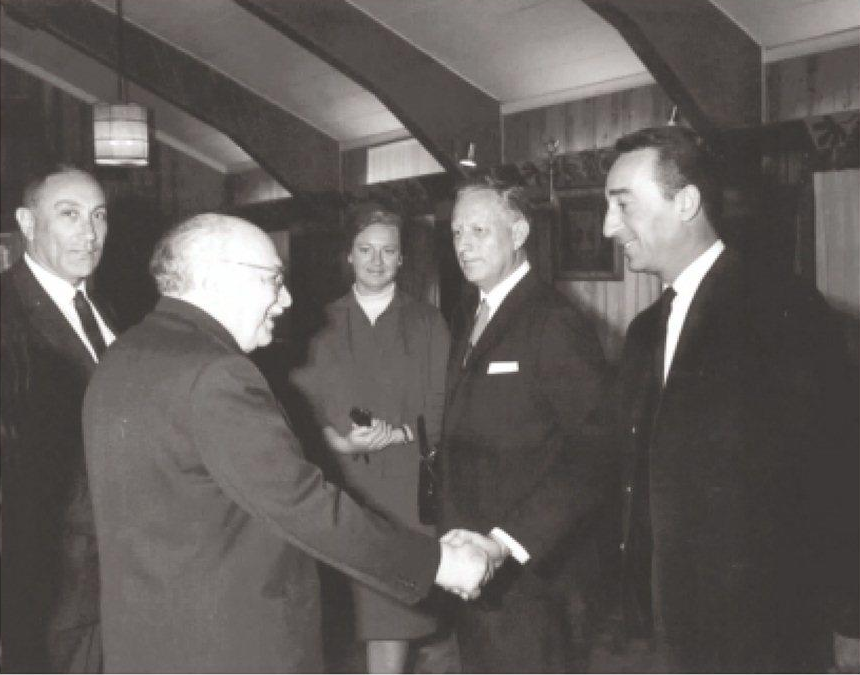
Вольфганг Лотц на встрече с президентом Израиля Залманом Шазаром после возвращения из Египта (Лотц — второй справа)

После освобождения Лотц пытался создать конезавод в Израиле, потом уехал в Германию, потом в Калифорнию, где занимался бизнесом. После работы в США Лотц вернулся в Германию и занимался продажей рыболовных снастей. Он умер в 1993 году в Мюнхене в возрасте 72 лет от болезни сердца, которую он приобрёл в Египте во время заключения. Лотц был похоронен в Израиле со всеми воинскими почестями.

## В культуре и искусстве
При жизни Лотц опубликовал две автобиографических книги:
- «Шпион в шампанском — главный шпион Израиля рассказывает свою историю» (англ. The Champagne Spy - Israel's Master Spy Tells his Story, 1972).
- «Пособие для шпионов» (англ. A handbook for spies, 1980).

По некоторым свидетельствам (канадский журнал «Маклинз»)[уточнить], мог быть прототипом отца Авнера из повести Дж. Джонаса «Месть», рассказывающей об операции «Гнев Божий».
В 2007 году о его жизни был снят документальный фильм «Шпион в шампанском» (ивр. מרגל השמפניה‎, мерагель ха-шампания).